# Дуранкулацьке озеро
Дуранкулацьке озеро (болг. Дуранкулашко езеро) — озеро на північному сході Болгарії. Розташоване поблизу узбережжя Чорного моря, за 6 км від кордону з Румунією та за 15 км від міста Шабла. Поблизу знаходяться села Дуранкулак, Ваклино та Крапець. Площа — 3,4 км², довжина — 4 км, ширина — від 370 до 1100 метрів, найглибше місце — 4 м.